# Anton Bellsolell
Anton Bellsolell (Sant Martí d'Arenys, 1736 - 1820) va ser un memorialista català.
La seva família de pagesos benestants vivien al mas Can Bellsolell de la Torre d'Arenys de Munt. Durant cinc generacions, del 1666 al 1838, la família va redactar un llibre que era tant un diari com un llibre de memòries i espai per copiar textos diversos.
Durant gairebé 50 anys Anton va dirigir el patrimoni familiar, des de la mort del seu pare el 1771 fins al 1818. La seva part inclou referències als esdeveniments històrics contemporanis com els Rebomboris del Pa de Vic i Barcelona, els trasbalsos de la Guerra Gran i la guerra del Francès, entre d'altres, a més d'algunes composicions poètiques en castellà.
Alison Woodward es va fixar en un fragment que fa referència a tres mesos després del motí de Barcelona del 1789, quan cinc homes i una dona foren condemnats a mort. Anton anota al llibre de la família que la dona "anava vestida com un home". L'erudit considera que el comentari indica que un motí "no es considerava un indret apropiat per una dona als ulls dels homes distinguits o que les dones no participaven habitualment a les fases violentes de les protestes".